# Phenylacetaldehydoxim
Phenylacetaldehydoxim (auch Phenylacetaldoxim) ist das Oxim des Phenylacetaldehyds, gehört also zu den Aldoximen. Die Verbindung weist an der Oximgruppe E/Z-Isomerie auf.

## Vorkommen

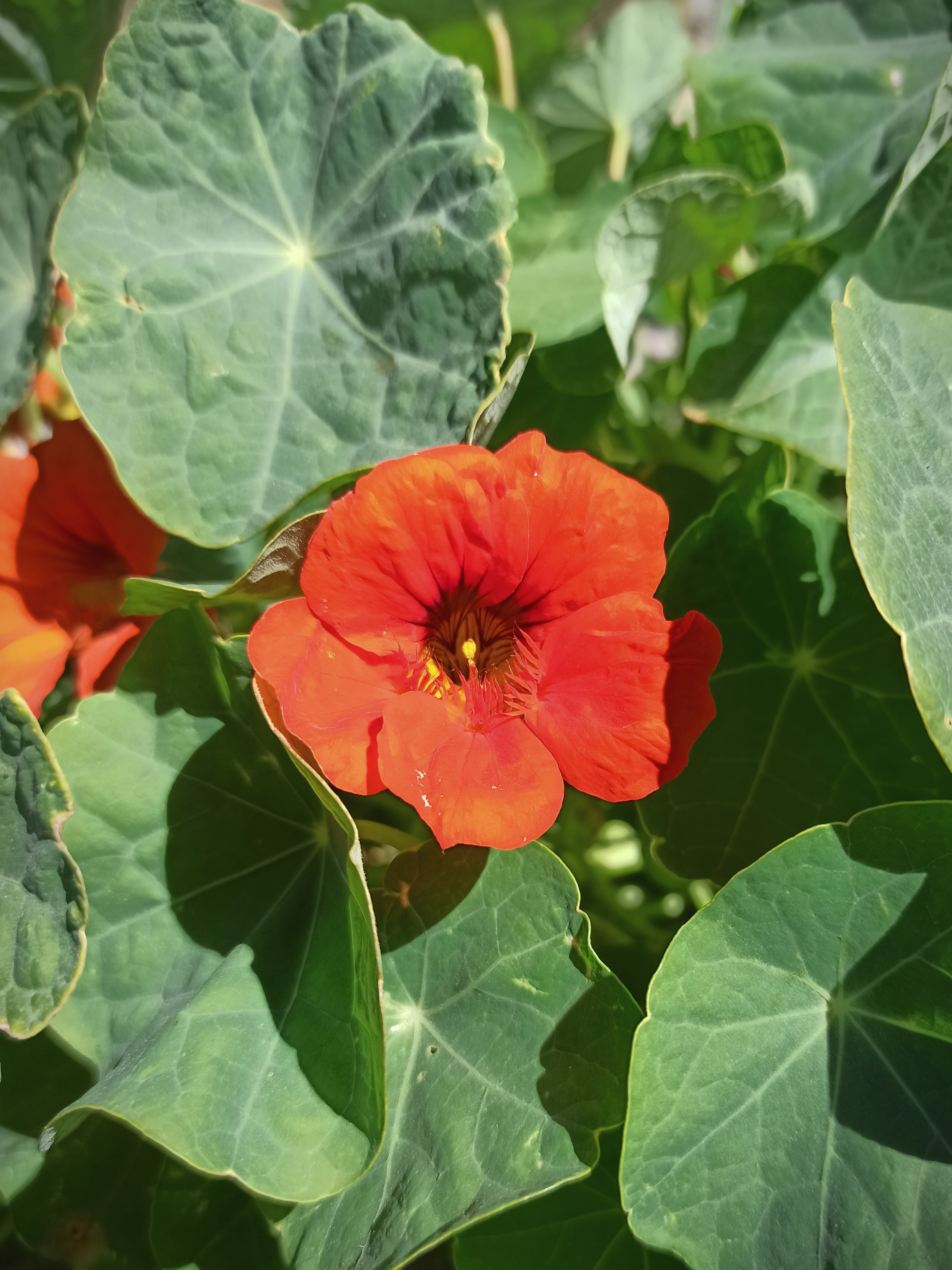
Kapuzinerkresse

Phenylacetaldehydoxim kommt natürlich als biosynthetisches Intermediat vor, beispielsweise in der Biosynthese des Glucosinolats Glucotropaeolin in der Großen Kapuzinerkresse. Es wird aus Phenylalanin gebildet. Die cyanogenen Glycoside Amygdalin und Prunasin weisen einen ähnlichen Mechanismus der Biosynthese auf. Das aus Phenylalanin gebildete Phenylacetaldehydoxim wird zunächst zu Phenylacetonitril dehydratisiert und dann zu Mandelonitril hydroxyliert. Dieses wird dann in ein oder zwei Stufen glycosyliert, wodurch Prunasin beziehungsweise Amygdalin entsteht.
Daneben kommt Phenylacetaldehydoxim im Urin männlicher Meerschweinchen vor, wobei das Auftreten mit der Konzentration an vorhandenem Testosteron zusammenhängt.

## Reaktionen und Verwendung
Phenylacetaldehydoxim kann zur Laborsynthese von Glucotropaeolin verwendet werden. N-Hydroxyphenylacetimidoylchlorid  kann aus Phenylacetaldoxim und Chlorgas in Chloroform erhalten werden. Dieses wird mit Tetraacetylglucopyranosylthiol in Gegenwart von Triethylamin umgesetzt. Durch Umsetzung mit Schwefeltrioxid-Pyridinkomplex kann diese Verbindung sulfatiert werden und anschließend durch Umsetzung mit Ammoniak in Methanol deacetyliert werden, wodurch Glucotropaeolin erhalten wird.